# Gustavsvik, Örebro

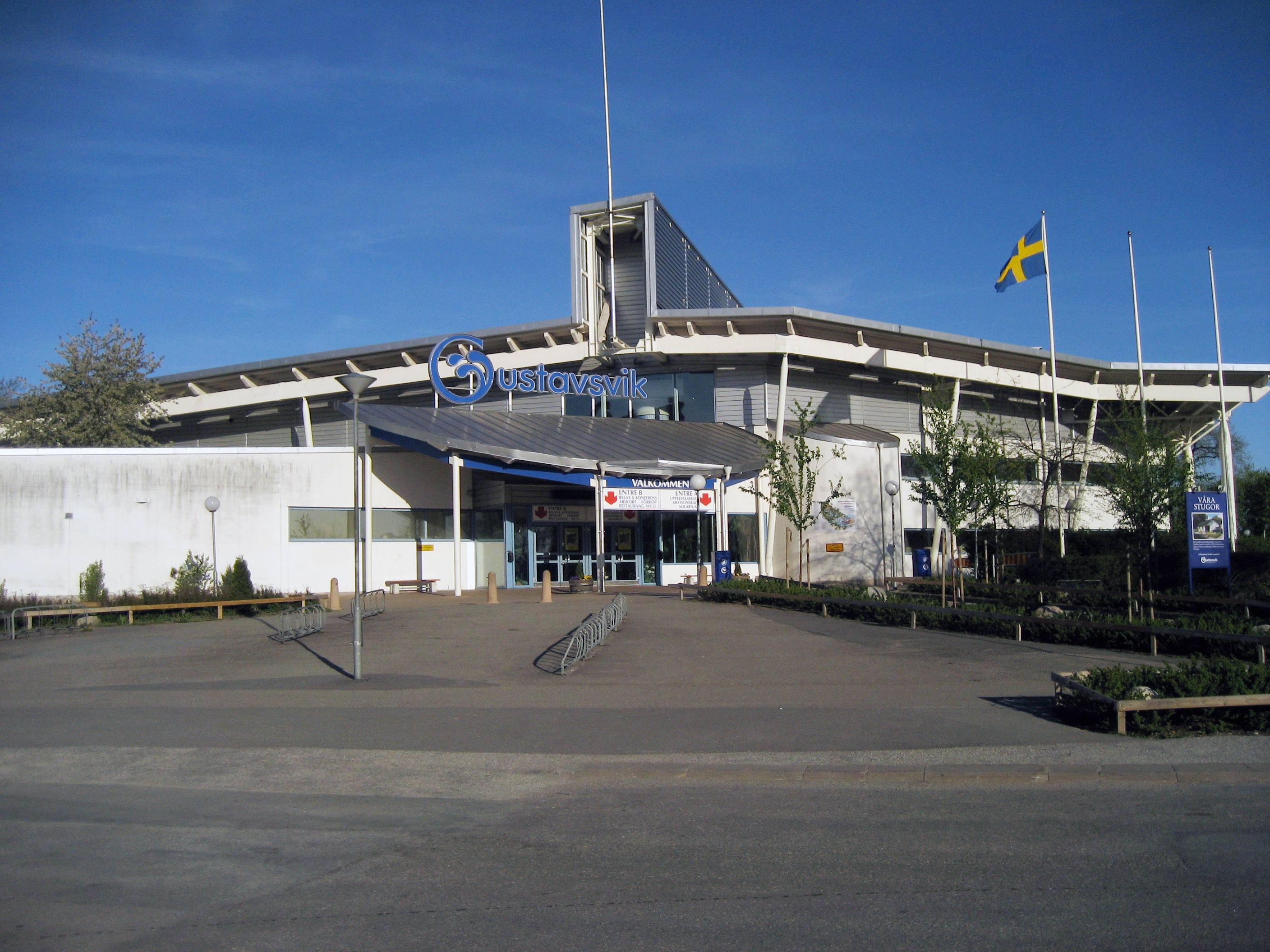
Gustavsvik fritidsanläggning

Gustavsvik är en fritidsanläggning på söder i Örebro som anlades 1938. Anläggningen består av en femstjärnig camping och ett utomhusbad samt ett inomhusbad med hopptorn och sviktar, 50-meters motionsbassäng, gym med spincycling och ett upplevelsebad med vattenrutschbanor. Det sistnämnda genomgick en större förändring år 2002, då vågbadet kompletterades med vildvattenforsar, småpooler och akvarier; allt i ett tropiskt djungeltema. Upplevelsebadet genomgick 2015 en stor renovering och fick tillökning med tre nya vattenrutschbanor, i ett djungelinspirerat tema som kallas The Lost City. Idag är Gustavsvik Nordens största badanläggning.

## Historik
Ursprunget till Gustavsviksbadet är det tegelbruk som drevs på området från 1880-talet in på 1910-talet. Ägare var Emilia Gustafsson. När tegelbruksverksamheten hade upphört, vattenfylldes lergroparna. Under åren 1933-38 iordningställdes det första Gustavsviksbadet som AK-arbete. På den tiden badade man mest i den östra stora dammen som inte längre utnyttjas för bad. I slutet av 1950-talet rustades den västra dammen med bottenbeläggning av sten och med reningsanläggning. Den kom att kallas "Familjebadet". Åren 1962-63 byggdes 50-meters-bassängen. Badet var fram till 1986 endast öppet sommartid.

## Galleri

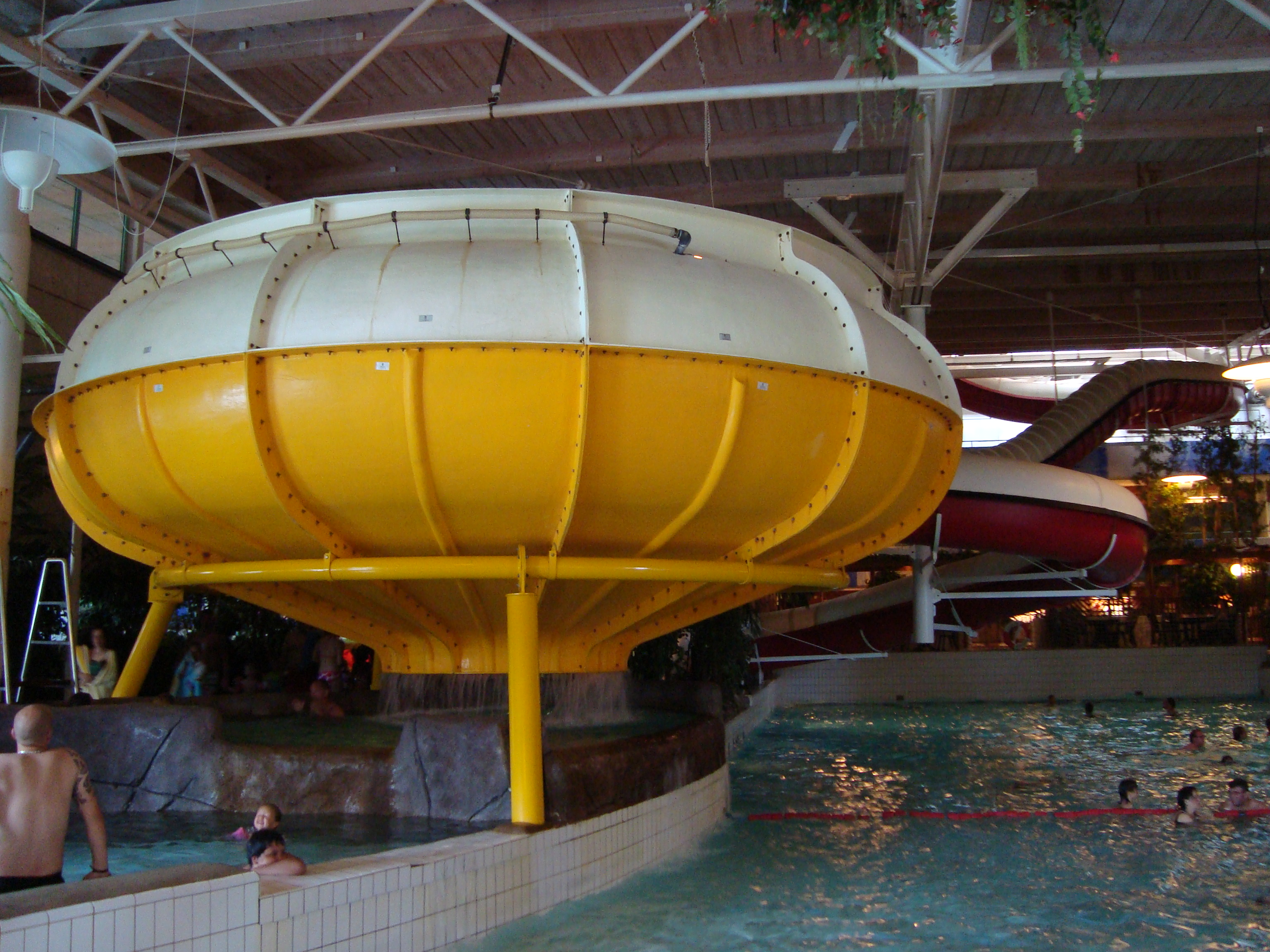
Gustavsviks upplevelsebad: Vortex.
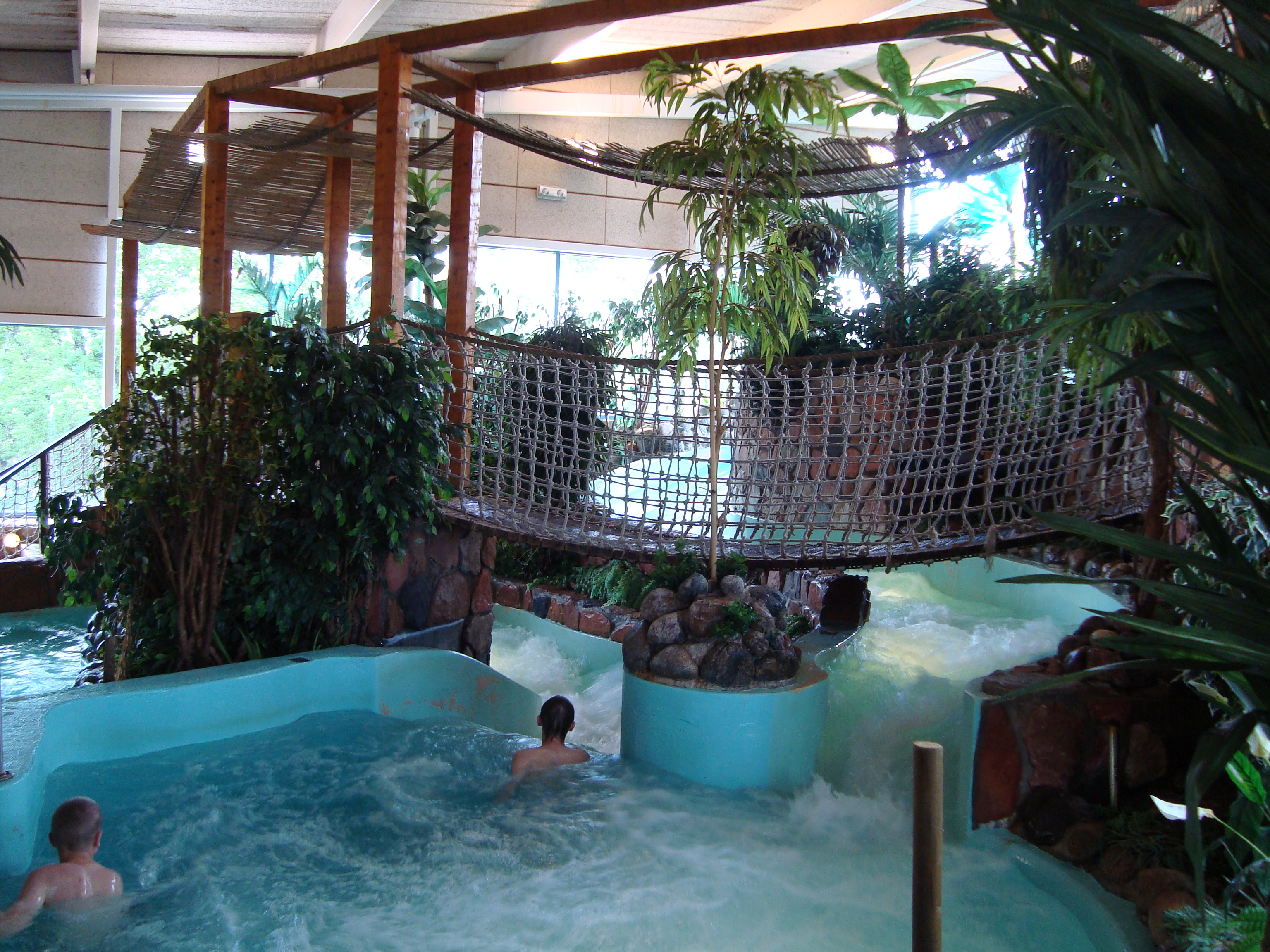
Gustavsviks upplevelsebad: Vildforsen.
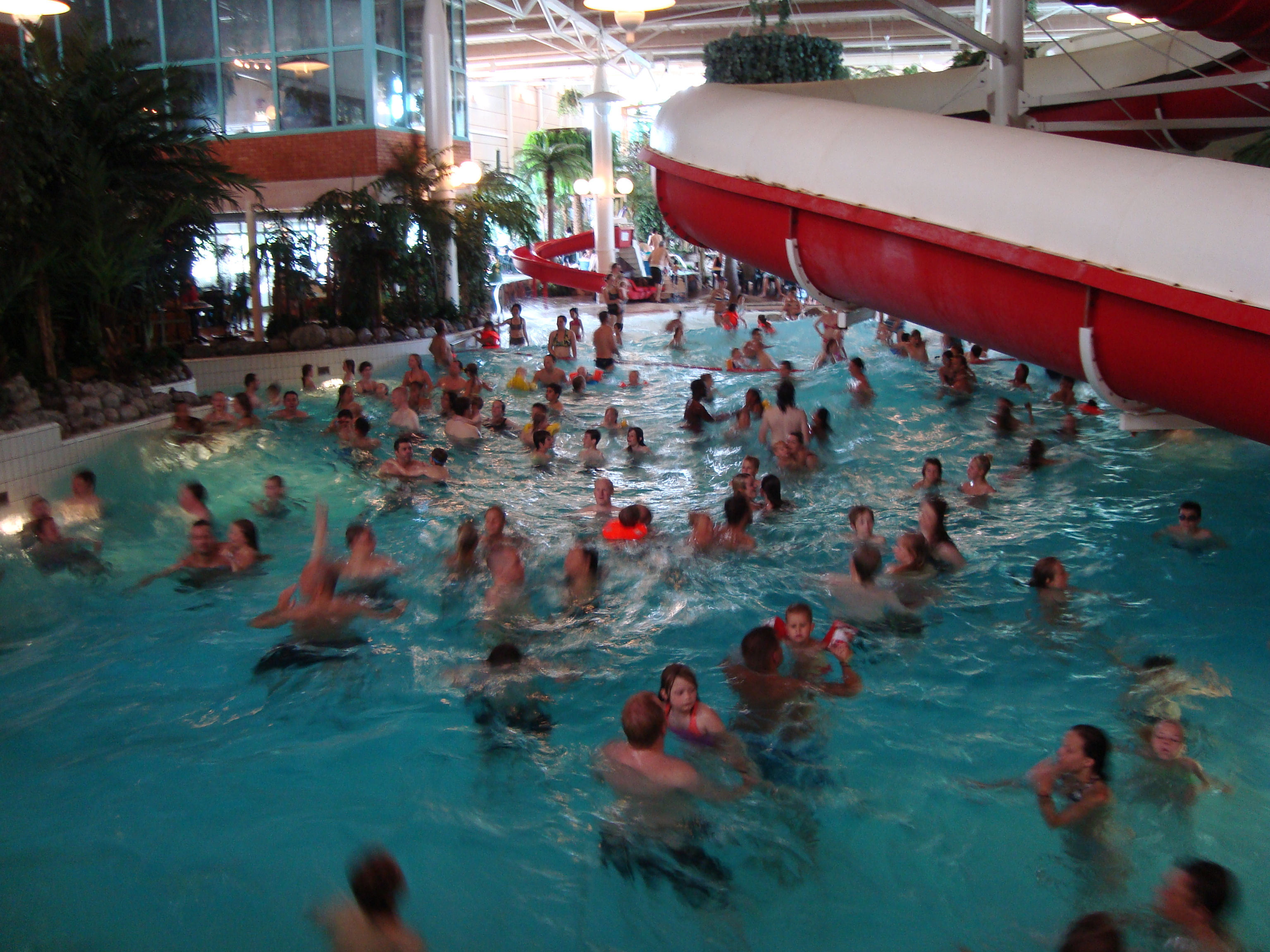
Gustavsviks upplevelsebad: Vågmaskinen.
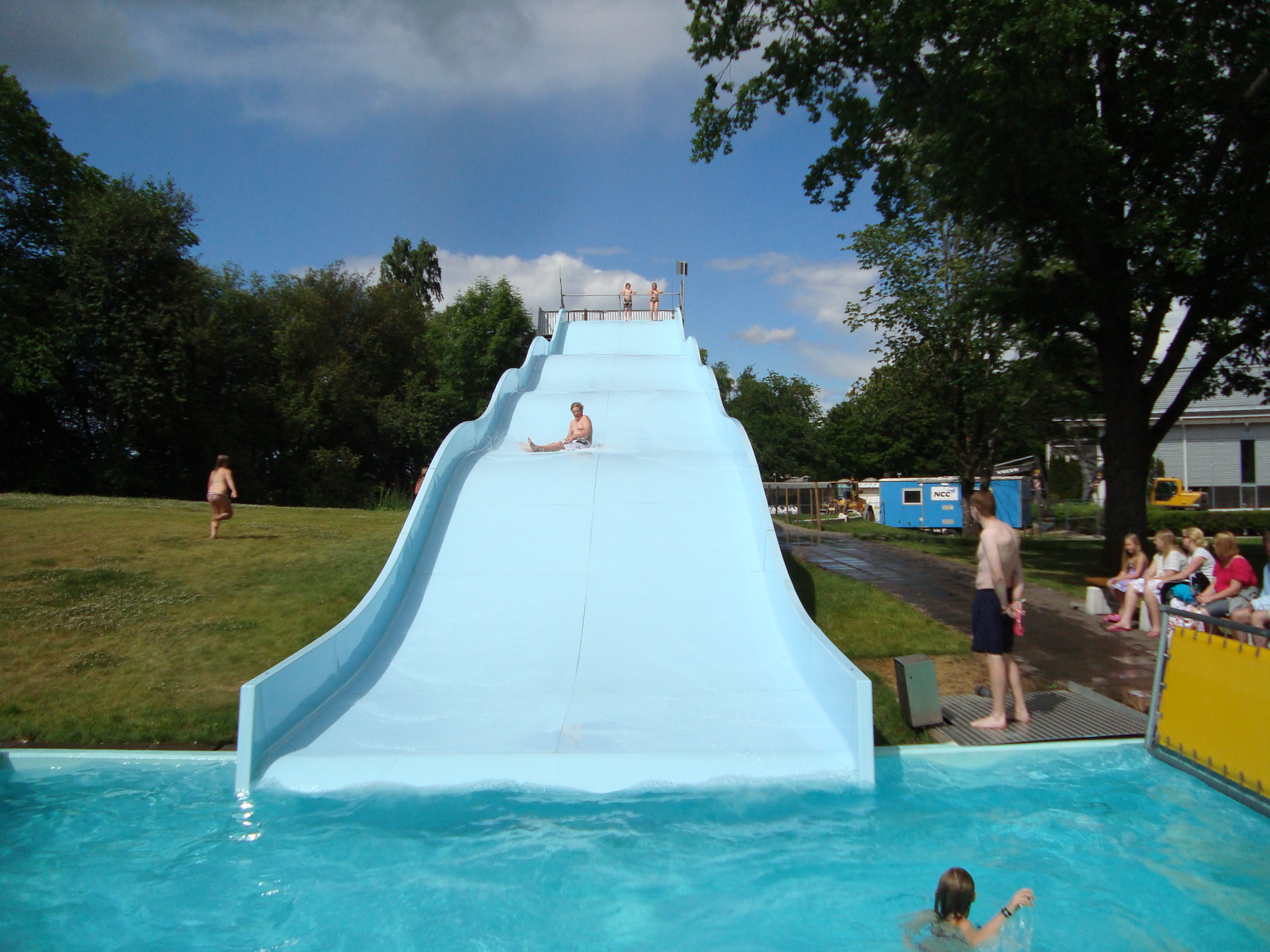
Gustavsviks utomhusbad: Family Slide.
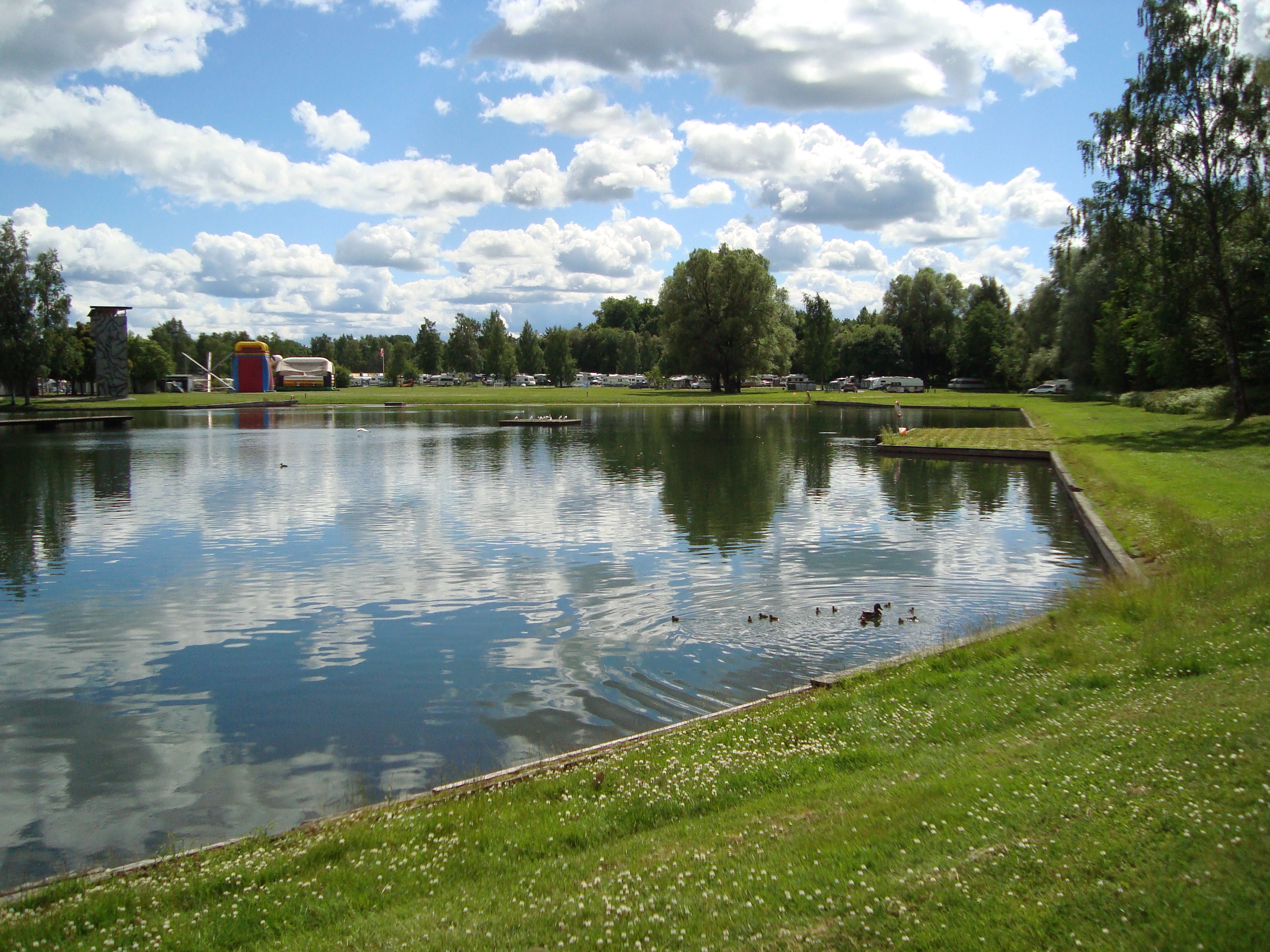
F.d. Familjebadet med Gustavsviks camping i bakgrunden.

## Gustavsvik som det var förr

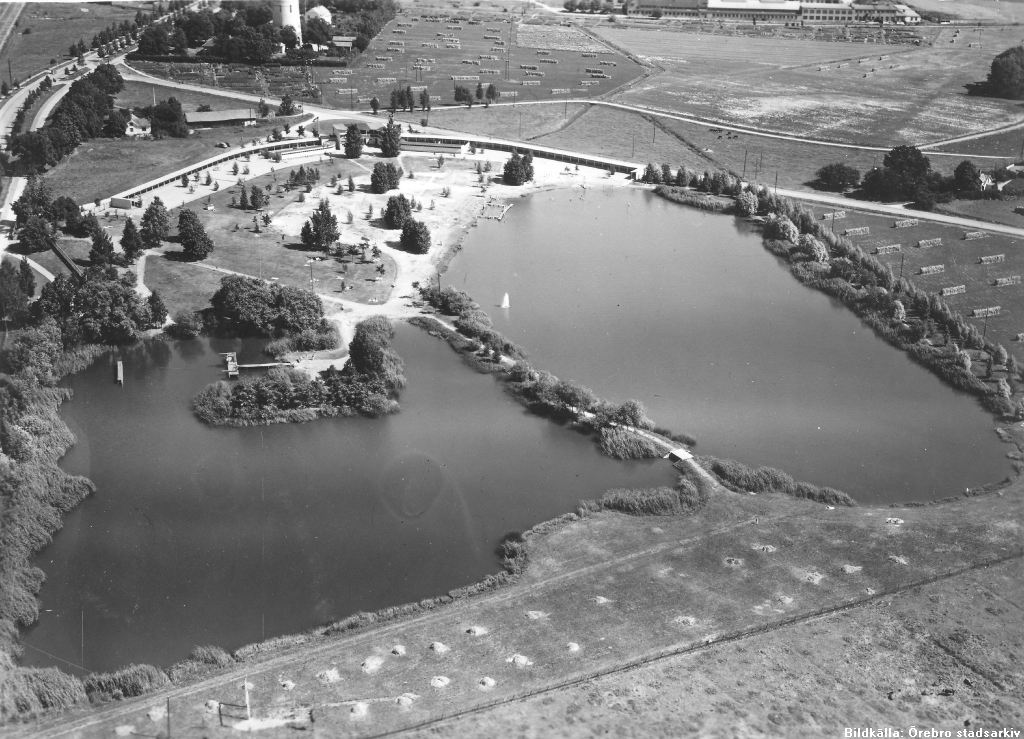
Gustavsvik från luften år 1947.
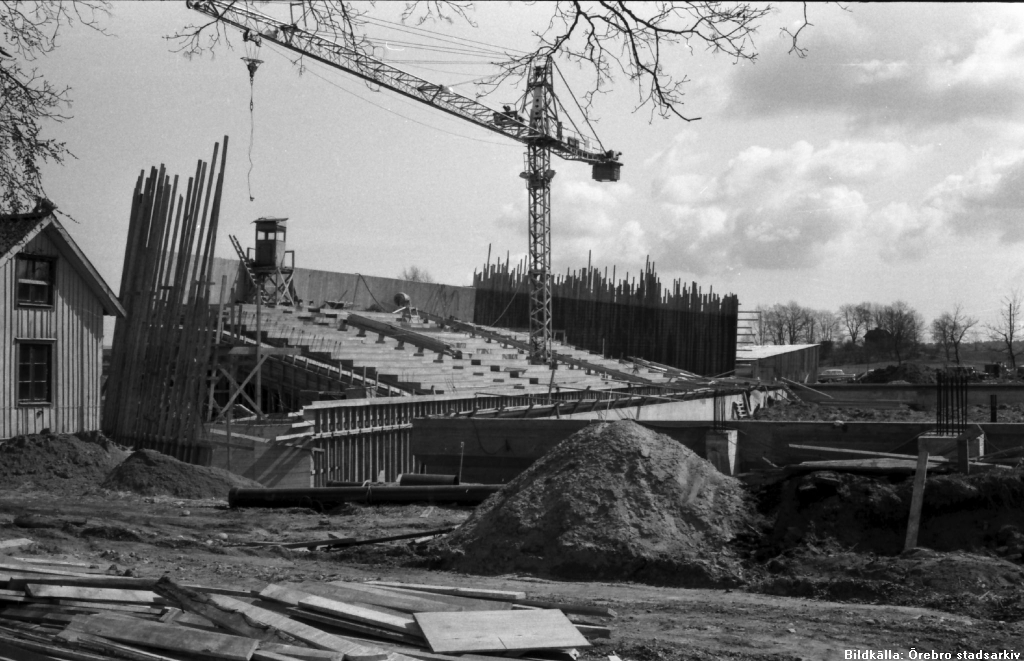
Byggnation av 50-metersbassängen år 1962.
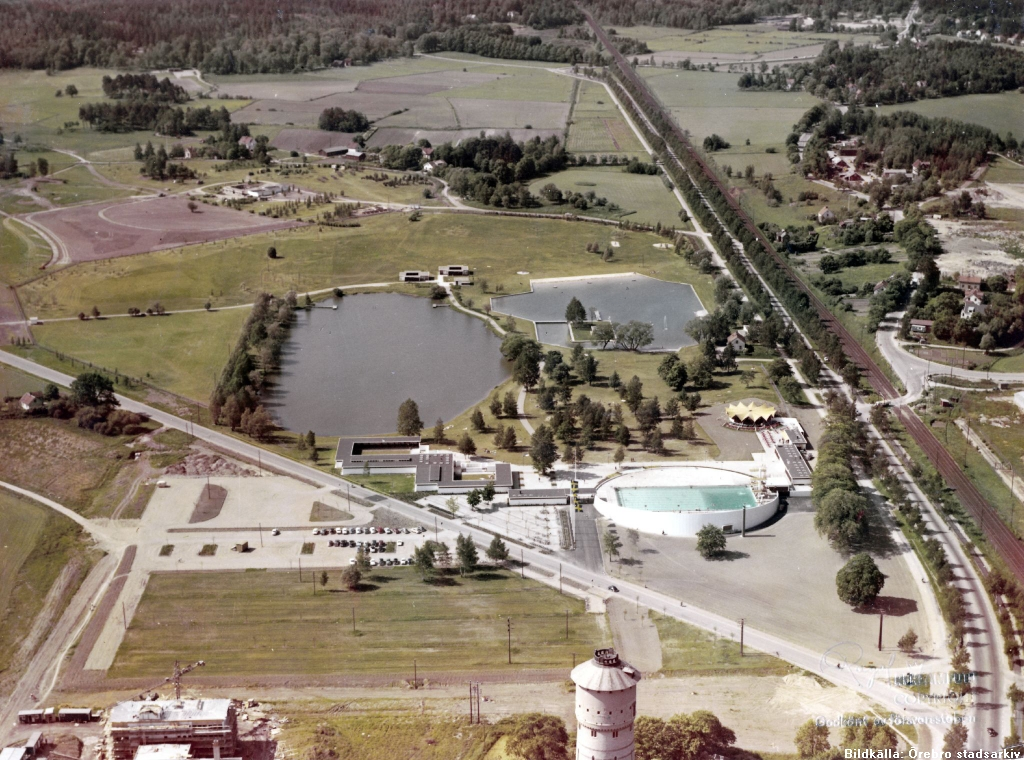
Gustavsvik år 1963. Den nya bassängdelen främst. Familjebadet t.h.
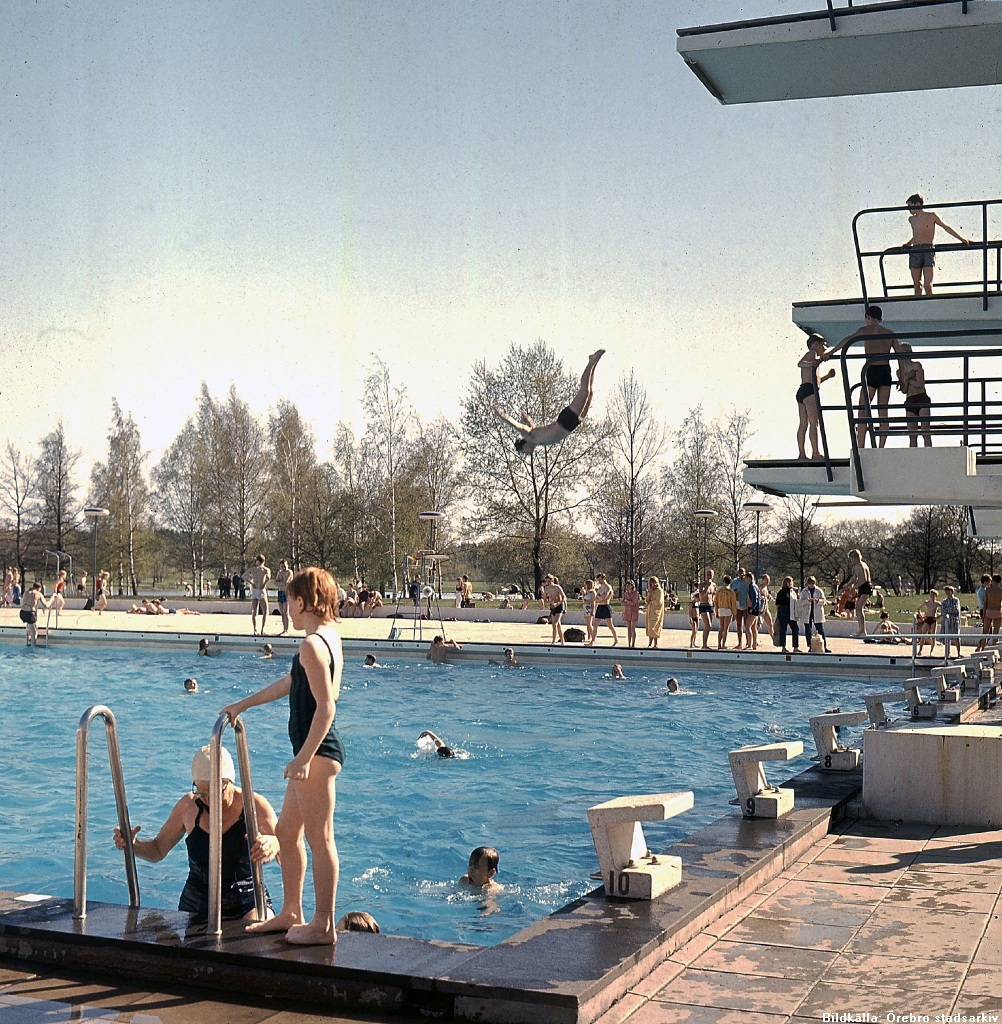
50-metersbassängen på 1960-talet. Foto: Lillevi Richardtson
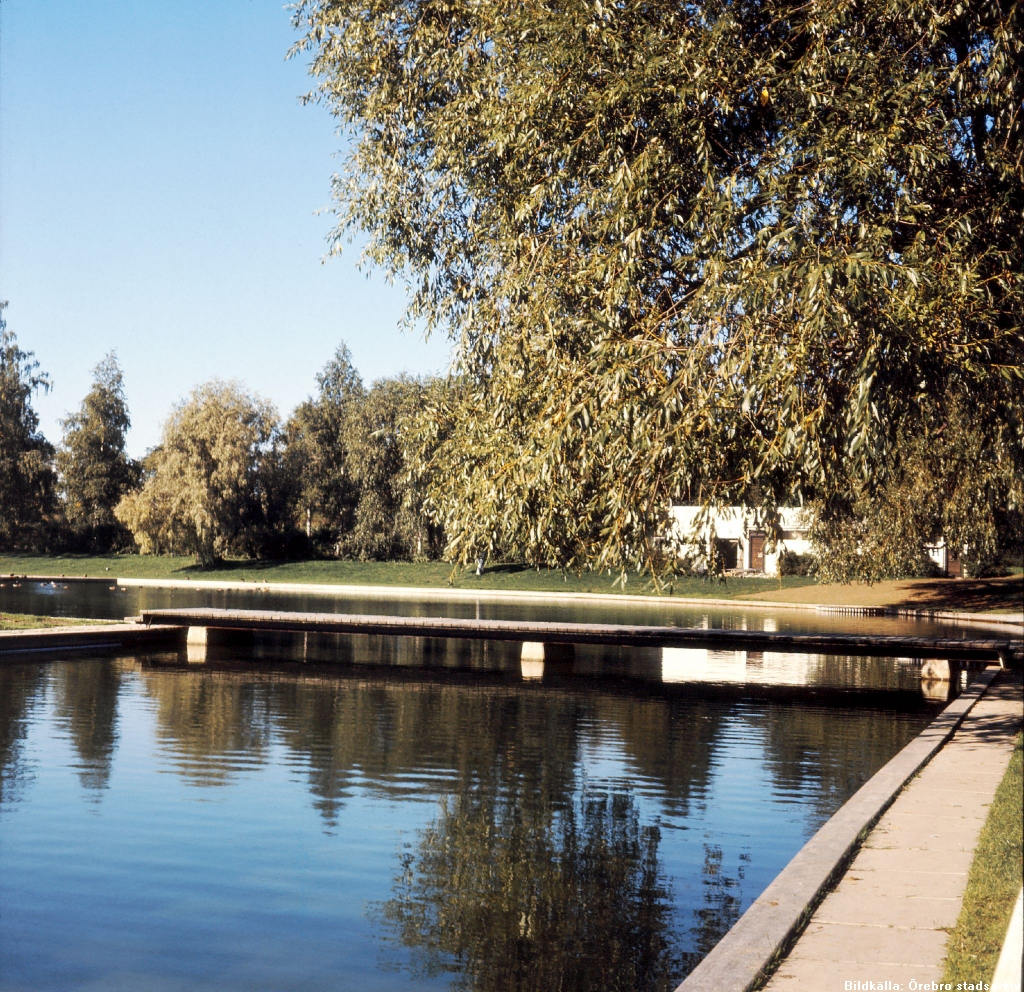
Familjebadet på 1960-talet.